# Android Honeycomb
Android 3.0 Honeycomb  fue la octava versión descontinuada del sistema operativo móvil Android desarrollado por Google diseñado para dispositivos con tamaños de pantalla más grandes, particularmente tabletas. Honeycomb debutó con Motorola Xoom en febrero de 2011. Además de la adición de nuevas funciones, Honeycomb introdujo un nuevo tema de interfaz de usuario llamado "holografic" y un modelo de interacción que se basa en las características principales de Android, como multitarea, notificaciones y widgets.

## Características
Las nuevas características que se introdujeron en la versión Honeycomb fueron las siguientes:
- Las aplicaciones de correo electrónico y contactos usaron un panel dual de interfaz de usuario.
- La galería permitió a los usuarios ver los álbumes y otras colecciones en el modo de pantalla completa, con acceso a imágenes en miniatura para otras fotografías de una misma colección.
- El navegador web reemplazó las ventanas del navegador con pestañas y añadió un modo de incógnito para navegación anónima, y presentó marcadores y el historial de una visión unificada, entre otras características.
- Teclado rediseñado que hizo más fácil la introducción de texto en dispositivos de pantalla de gran tamaño como las tabletas. NOTA: Sería la primera versión en su tiempo teniendo los botones que todos conocemos inicio, pestañas y retroceso
- Una vista de aplicaciones recientes para multitarea.
- Pantallas de inicio personalizables (Hasta cinco pantallas).